# Малик, Терренс
Те́рренс Ма́лик (англ. Terrence Malick, род. 30 ноября 1943) — американский кинорежиссёр и сценарист. Трёхкратный номинант на премию «Оскар» за фильмы «Тонкая красная линия» и «Древо жизни», обладатель «Золотой пальмовой ветви» за фильм «Древо жизни».

## Биография
Терренс Фредерик Малик родился, по разным источникам, в Уэйко (Техас) или в Оттаве (Иллинойс). Мать Ирэн выросла на ферме в Иллинойсе. Отец Эмиль, геолог, занимал высокую должность в нефтедобывающей компании Phillips Petroleum. Родители отца были ассирийцами-христианами, выходцами из г. Урмия в Иране. Малик был старшим из трёх сыновей. Окончил школу в Остине и получил философское образование в Гарвардском университете. Благодаря своему научному руководителю Стэнли Кавеллу Малик заинтересовался философией Хайдеггера. На третьем курсе он отправился в Германию, где встретился с Мартином Хайдеггером и перевёл его работу «Vom Wesen des Grundes». Малик недолго подрабатывал журналистом в «Life», «Newsweek» и «The New Yorker», в апреле 1968 года он для «The New Yorker» освещал убийство Мартина Лютера Кинга.
В 1969 году, одновременно преподавая философию в Массачусетском технологическом институте, Малик поступил в Американский институт киноискусства, где учился в одном классе с Дэвидом Линчем и Полом Шредером. Обучаясь там, Малик снял в качестве дипломной работы короткометражный фильм «Lanton Mills», главные роли в котором исполнили Гарри Дин Стэнтон и Уоррен Оутс. Тогда же Малик написал сценарий для роуд-муви «Deadhead Miles» и, предположительно, работал над сценариями для режиссёрского дебюта Джека Николсона «Он сказал: поехали!» и вестерна Дона Сигела «Грязный Гарри» (оба раза Малик не был указан в титрах). В 1972 году вышел фильм Стюарта Розенберга «Карманные деньги», снятый по сценарию Малика, который на этот раз был указан сценаристом. Фильм, продолжавший модную ковбойскую тематику предыдущей работы Розенберга «Хладнокровный Люк», получил в целом негативные отзывы, включая «двойку» от Роджера Эберта.
Режиссёрским дебютом Малика стали «Пустоши» с Мартином Шином и Сисси Спейсек в главных ролях. Он и сам появляется в фильме в эпизодической роли, поскольку актёр не пришёл на съёмки в назначенный день. Фильм, основанный на истории убийц Чарльза Старквезера и Кэрил Фьюгейт, которые в фильме получили имена Кит и Холли, укладывается в серию классических роуд-муви о паре убийц-любовников, противопоставляющих себя обществу, в частности «Бонни и Клайд». Однако особенность фильма Малика в том, что режиссёр не рассматривает своих персонажей как романтических героев, а нарочито пародирует условности жанра: Кит и Холли пытаются вести себя так, как, по их мнению, должны вести себя настоящие герои. С помощью этого хода Малик раскрывает их внутреннее убожество и бессмысленность существования.
Через три года вышел второй фильм «Дни жатвы». Драма, местом действия которой стала усадьба фермера времён Первой мировой войны, была положительно встречена критикой. Работа оператора Нестора Альмендроса была отмечена «Оскаром», а Малик получил приз за режиссуру Каннского кинофестиваля. Во время работы над фильмом Малик конфликтовал с исполнителем главной роли Ричардом Гиром, а после окончания съёмок потратил два года на монтаж.
После этого глава Gulf & Western (компании, владевшей Paramount Pictures) Чарльз Блудорн предложил Малику миллион долларов за реализацию проекта под названием «Q» для Paramount. Малик запланировал масштабную постановку о военных действиях на Ближнем востоке в ходе Первой мировой войны. Постепенно сценарий менялся: сначала в него был включён пролог, повествующий о происхождении жизни на Земле, затем он стал основной сюжетной линией. В конце концов, так и не приступив к работе над фильмом (были сделаны только ландшафтные съёмки из разных уголков Земли), Малик неожиданно уехал в Париж к подруге и провёл долгие годы жизни затворника, не снимал кино и не общался с журналистами, приобретя репутацию «Сэлинджера от кино». Paramount Pictures вложила в проект «Q» $1 миллион, так и не увидев его завершения. Однако созданные за этот период материалы были использованы в более его позднем фильме «Древо жизни» и стали основной для фильма «Путешествие времени».
В 1988 году с Маликом встретились продюсеры Бобби Гейслер и Джо Робердо. Они предложили Малику экранизировать роман Д. М. Томаса «Белый отель». Малик ответил, что хотел бы снять «Тартюфа» по Мольеру или военную драму «Тонкая красная линия» по роману Дж. Джонса. Продюсеры согласились на второй вариант. В мае 1989 года Малик закончил черновик сценария. В дальнейшем он обращался к другим проектам и надолго забрасывал «Тонкую красную линию». В конце концов в 1995 году начались переговоры с актёрами, а в 1997 году — съёмки. В фильме был собран актёрский ансамбль из таких будущих и уже состоявшихся звёзд первой величины, как Джеймс Кэвизел, Эдриен Броуди, Джордж Клуни, Вуди Харрельсон, Джон Кьюсак, Шон Пенн. «Тонкая красная линия» вышла в конце 1998 года, собрала хорошую кассу в мировом прокате и была выдвинута на «Оскар» в семи номинациях (Малик был номинирован дважды — как лучший режиссёр и лучший автор адаптированного сценария), в итоге уступив во всех.
Узнав, что Малик в течение 1960-х годов работал над статьей о Че Геваре, Стивен Содерберг предложил Малику написать сценарий и поставить фильм о Че Геваре, над которым он работал вместе с Бенисио Дель Торо. Малик принял предложение и написал сценарий, посвящённый неудавшейся революции в Боливии. Спустя полтора года финансирование так и не было получено в полном объёме и у Малика появилась возможность поставить фильм «Новый Свет», над сценарием которого он начал работать в 1970-х годах. В марте 2004 года он покинул проект, посвящённый Че Геваре, и вместо него фильм поставил Содерберг, выпустив в 2008 году фильм «Че». Фильм же «Новый Свет», посвящённый истории Джона Смита и Покахонтас, вышел в 2005 году, породив очень разные отзывы: его называли затянутым и бессодержательным, однако по итогам десятилетия он вошёл во многие списки лучших фильмов и занял 39-е место в опросе BBC от 2016 года о лучших фильмах с 2000 года. Начиная с этого фильма кинооператор Эммануэль Любецки стал постоянным соавтором Малика, а живописные кадры, естественное освещение и «летучая» камера — неотъемлемой чертой его картин.
Следующая, грандиозная по космическим масштабам замысла работа режиссёра — «Древо жизни» — должна была войти в конкурсную программу Каннского кинофестиваля 2010 года. Фильм снимался в г. Смитвилле, в Техасе и иных местах на протяжении 2008 года. В главных ролях снялись Бред Питт, Джессика Честейн и Шон Пенн. В фильме показана семейная драма на протяжении множественных временных промежутков. Поскольку Малик не успел закончить фильм в срок, то премьера состоялась только 16 мая 2011 года в рамках Каннского кинофестиваля 2011 года, где вызвала ажиотажный интерес. Фильм получил главную премию киносмотра, 3 номинации на премию Оскар (лучший фильм, лучший режиссёр, лучшая работа оператора), а также вошёл в десятку лучших фильмов года по версии Американского киноиститута. Сайт CriticsTop10 поместил «Древо жизни» на первую строчку фильмов года, основываясь на наибольшем включении американскими критиками фильма в списки лучших за год. Но нашлось и немало противников фильма, которые обвиняли ленту Терренса Малика в претенциозности и слабом сценарии.
Премьера шестого полнометражного фильм Малика «К чуду» с участием Бена Аффлека и Ольги Куриленко состоялась на 69-м Венецианском кинофестивале (2012 год) «под громовой свист и улюлюканье зала»: многие критики не приняли всё более сильное движение Малика в сторону поэтических почти бессюжетных картин. В то же время в своей последней рецензии знаменитый американский кинокритик Роджер Эберт увидел в «К чуду» очень личное произведение, в котором автор «почти полностью раздевается перед зрителями, не в силах скрыть глубину своего зрения». Фильм получил Приз Всемирной католической ассоциации по коммуникациям и после участвовал на кинофестивале в Торонто.
В 2012 году Малик одновременно работал над двумя проектами: «Рыцарем кубков» с Кристианом Бейлом, Кейт Бланшетт, Натали Портман, Руни Марой и Изабель Лукас, и фильмом, в итоге вышедшим под названием «Между нами музыка», где были заняты Райан Гослинг, Майкл Фассбендер и снова Бейл, Бланшетт, Портман и Мара (его рабочим названием было Lawless). «Рыцарь кубков» впервые был показан в основной конкурсной программе 65-го Берлинского кинофестиваля в феврале 2015 года и оказался выполненной почти что в технике потока сознания историей о голливудском сценаристе, в которой Малик снова отказывается от традиционного сюжета в пользу цепочки сменяющих друг друга образов. Российский кинокритик Антон Долин назвал картину «самым обескураживающим и удивительным фильмом года». После того, как под названием Lawless в 2012 году вышел другой фильм, название второго проекта поменялось на Weightless. Премьера «Песни за песней» состоялась в марте 2017 года на фестивале South by Southwest в Остине — городе, где Малик постоянно живёт. Фильм получил полярные оценки. По словам критика Ричарда Броди (The New Yorker), в своей картине о пути к славе молодых артистов, лишённой сентиментальности или ностальгии, Малику удалось поймать саму жизнь в её движении, и режиссёр выглядит более юным, чем большинство участников «Сандэнса». Напротив, Питер Трэверс из Rolling Stone не увидел ничего, кроме стандартных визуальных эффектов, бессмысленного блуждания и произносящего псевдомудрости закадрового голоса.

## Оценки творчества
Малика называют великим визуальным поэтом уровня Тарковского и Кубрика. Его неповторимый визионерский стиль, философские сюжеты оказали большое влияние на целый ряд ведущих режиссёров конца XX — начала XXI вв. Так, Кристофер Нолан включил «Тонкую красную линию» в список 10-ти любимых фильмов. О своей любви к творчеству Малика не раз говорил Дэвид Финчер. Джефф Николс считает «Пустоши» своим любимым фильмом.
Первые два полнометражных фильма Малика вошли в золотой фонд мирового кинематографа. В отношении более поздних работ кинокритики разделились на два полярных лагеря. Одни (как, например, Р. Эберт и Р. Корлисс) видят в них непочатую сокровищницу высокой духовности, виртуозную режиссуру и глубокое содержание. Другие обнаруживают в поздних фильмах Малика только самолюбование и самоперепевы вкупе с претенциозной патетикой. Так, Дж. Хоберман, Дж. Розенбаум и А. Плахов отнесли «Древо жизни» к категории китча, а Дэйв Кер из The New York Times назвал «катастрофой» все фильмы Малика XXI века: «Кажется, этот режиссёр окончательно расклеился и потерял всякое представление о реальности. Не знаю, что случилось с этим парнем — завалили деньгами? перехвалили? переборщили с поклонением „гению“? — но, на мой взгляд, он скатился к полнейшей банальности».

## Личная жизнь
В период с 1970 по 1976 годы Малик был женат на Джилл Джеймс, ассистентке режиссёра Артура Пенна. В 1985 году он женился на парижанке Машель Моретт и у них родилась дочь Алекс. Через несколько лет семья переехала в столицу Техаса г. Остин. В 1998 году супруги развелись, и в том же году Малик женился на Александре Уоллес, в которую он, по слухам, был влюблён ещё со времён учёбы в епископальной школе св. Стефана в Остине. В настоящее время семья живёт в Остине.
Малик известен затворническим образом жизни. Он не показывается на публике, не даёт интервью и практически не посещает фестивальных показов собственных фильмов, а также не принимает участия в их раскрутке.

## Фильмография
- 1969 — Lanton Mills (1969, короткометражный)
- 1973 — Пустоши
- 1978 — Дни жатвы
- 1998 — Тонкая красная линия
- 2005 — Новый Свет
- 2011 — Древо жизни
- 2012 — К чуду
- 2015 — Рыцарь кубков
- 2016 — Путешествие времени
- 2017 — Между нами музыка
- 2019 — Тайная жизнь
- — Путь ветра (премьера ожидается в 2025 г.)